# Liste der Mitglieder des Landtages (Land Thüringen) (5. Wahlperiode)
Diese Liste gibt einen Überblick über alle Mitglieder des Landtages des Landes Thüringen in der 5. Wahlperiode (1929–1932). Die Wahl fand am 8. Dezember 1929 statt, die Wahlbeteiligung betrug 74,85 %.

## Sitzverteilung
| Partei               | Stimmenanteil in % | Sitze    | Veränderung (Sitze) |
| -------------------- | ------------------ | -------- | ------------------- |
| SPD                  | 32,30 %            | 18 Sitze | -+ 0 Sitze          |
| CNBL (Landbundliste) | 16,43 %            | 9 Sitze  | + 9 Sitze           |
| NSDAP                | 11,29 %            | 6 Sitze  | + 4 Sitze           |
| KPD                  | 10,67 %            | 6 Sitze  | - 2 Sitze           |
| WP                   | 9,58 %             | 6 Sitze  | + 1 Sitz            |
| DVP                  | 8,83 %             | 5 Sitze  | + 5 Sitze           |
| DNVP                 | 3,97 %             | 2 Sitze  | + 2 Sitze           |
| DDP 1                | 2,93 %             | 1 Sitz   | - 1 Sitz            |

## Landtagsvorstand
- Landtagspräsident: Ernst von Thümmel (CNBL)
- 1. Vizepräsident: Hermann Leber (SPD)
- 2. Vizepräsident: Willy Marschler (NSDAP) bis 18. Dezember 1931, Karl Linkmann (WP) ab 15. Februar 1932
- Alterspräsident: Hermann Leber (SPD)

## Mitglieder
| Name                        | Lebensdaten | Wahlvorschlag | Wahlkreis           | Anmerkungen                                                      |
| --------------------------- | ----------- | ------------- | ------------------- | ---------------------------------------------------------------- |
| Karl Barthel                | 1907–1974   | KPD           | Landeswahlvorschlag | Mandat niedergelegt am 7. März 1931 (Nachfolger: Fritz Gäbler)   |
| Hans Barthold von Bassewitz | 1867–1949   | DNVP          | Landeswahlvorschlag |                                                                  |
| Erwin Baum                  | 1868–1950   | CNBL          | Landeswahlvorschlag |                                                                  |
| Bruno Bieligk               | 1889–1969   | SPD           | 4                   |                                                                  |
| Julius Böckelmann           | 1875–1940   | CNBL          | 1                   |                                                                  |
| Curt Böhme                  | 1889–1968   | SPD           | 1                   | Mandat niedergelegt am 5. Oktober 1931 (Nachfolger: Paul Seele)  |
| Hermann Brill               | 1895–1959   | SPD           | 4                   |                                                                  |
| Herbert Eckstein            | 1899–1980   | CNBL          | Landeswahlvorschlag | nachgerückt am 19. Juni 1931 für Ernst Höfer                     |
| Richard Eyermann            | 1898–1971   | KPD           | 3                   |                                                                  |
| Lucie Fischer               | 1896–1978   | SPD           | 2                   |                                                                  |
| Clemens Flach               | 1893–1956   | WP            | 2                   |                                                                  |
| Hermann Focke               | 1865–1951   | CNBL          | 2                   |                                                                  |
| August Frölich              | 1877–1966   | SPD           | 2                   |                                                                  |
| Franz Fürth                 | 1880–1961   | WP            | 4                   |                                                                  |
| Fritz Gäbler                | 1897–1974   | KPD           | Landeswahlvorschlag | nachgerückt am 12. März 1931 für Karl Barthel                    |
| Kurt Geier                  | 1879–1950   | DVP           | 2                   |                                                                  |
| Max Robert Gerstenhauer     | 1873–1940   | WP            | Landeswahlvorschlag | Mandat niedergelegt am 2. März 1932 (Nachfolger: Alex Küntzel)   |
| Max Greil                   | 1877–1939   | SPD           | 2                   |                                                                  |
| Hermann Gründler            | 1897–1973   | SPD           | 2                   |                                                                  |
| Emil Hartmann               | 1868–1942   | SPD           | 4                   |                                                                  |
| Karl Hartmann               | 1885–1959   | SPD           | Landeswahlvorschlag |                                                                  |
| Friedrich Heilmann          | 1892–1963   | KPD           | 4                   |                                                                  |
| Paul Hennicke               | 1883–1967   | NSDAP         | 4                   |                                                                  |
| Emil Herfurth               | 1877–1951   | DNVP          | Landeswahlvorschlag |                                                                  |
| Karl Hermann                | 1885–1973   | SPD           | 3                   |                                                                  |
| Georg Heinrich Heuchel      | 1890–1972   | CNBL          | 3                   |                                                                  |
| Willy Heunsch               | 1884–1943   | CNBL          | 4                   |                                                                  |
| Max Heyn                    | 1874–1963   | CNBL          | 4                   |                                                                  |
| Ernst Höfer                 | 1879–1931   | CNBL          | Landeswahlvorschlag | verstorben am 14. Juni 1931 (Nachfolger: Herbert Eckstein)       |
| Rudolf Jobst                | 1901–1983   | DDP 1         | Landeswahlvorschlag | nachgerückt am 1. August 1931 für Philipp Kallenbach             |
| Richard Kahnt               | 1871–n.e.   | SPD           | 2                   |                                                                  |
| Philipp Kallenbach          | 1877–n.e.   | DDP 1         | Landeswahlvorschlag | Mandat niedergelegt am 31. Juli 1931 (Nachfolger: Rudolf Jobst)  |
| Paul Kieß                   | 1894–1941   | SPD           | 1                   |                                                                  |
| Ernst Klump                 | 1884–1953   | DVP           | Landeswahlvorschlag |                                                                  |
| Friedrich Knittel           | 1877–1933   | DVP           | 1                   |                                                                  |
| Louis Krause                | 1873–1961   | WP            | 1                   |                                                                  |
| Leander Kröber              | 1902–1980   | KPD           | 2                   | nachgerückt am 27. Mai 1932 für Helene Rosenhainer               |
| Alex Küntzel                | 1895–1972   | WP            | Landeswahlvorschlag | nachgerückt am 4. März 1932 für Max Robert Gerstenhauer          |
| Paul Lärtz                  | 1885–1967   | SPD           | 3                   |                                                                  |
| Hermann Leber               | 1860–1940   | SPD           | 1                   |                                                                  |
| Karl Linkmann               | 1873–1935   | WP            | Landeswahlvorschlag |                                                                  |
| Selmar Lorenz               | 1882–1964   | CNBL          | 1                   |                                                                  |
| Curt Ludwig                 | 1902–1989   | NSDAP         | Landeswahlvorschlag |                                                                  |
| Erich Mäder                 | 1897–1934   | SPD           | 2                   |                                                                  |
| Willy Marschler             | 1893–1952   | NSDAP         | 3                   |                                                                  |
| Paul Oertel                 | 1878–1940   | WP            | Landeswahlvorschlag |                                                                  |
| Paul Papenbroock            | 1894–1945 2 | NSDAP         | Landeswahlvorschlag |                                                                  |
| Louis Rennert               | 1880–1944   | SPD           | 3                   |                                                                  |
| Helene Rosenhainer          | 1899–1983   | KPD           | 2                   | Mandat niedergelegt am 25. Mai 1932 (Nachfolger: Leander Kröber) |
| Emma Sachse                 | 1887–1965   | SPD           | 2                   |                                                                  |
| Fritz Sauckel               | 1894–1946   | NSDAP         | 2                   |                                                                  |
| Franz Schultze              | 1893–1963   | DVP           | Landeswahlvorschlag |                                                                  |
| Paul Seele                  | 1895–1945   | SPD           | 1                   | nachgerückt am 6. Oktober 1931 für Curt Böhme                    |
| Ernst von Thümmel           | 1871–1945   | CNBL          | 2                   |                                                                  |
| Arno Voigt                  | 1895–1986   | KPD           | 4                   |                                                                  |
| Fritz Wächtler              | 1891–1945   | NSDAP         | 1                   |                                                                  |
| Georg Friedrich Wieber      | 1869–1935   | SPD           | Landeswahlvorschlag |                                                                  |
| Georg Witzmann              | 1871–1958   | DVP           | 4                   |                                                                  |
| Richard Zimmermann          | 1876–1969   | KPD           | 1                   |                                                                  |